# 2824 Franke
A 2824 Franke (ideiglenes jelöléssel 1934 CZ) a Naprendszer kisbolygóövében található aszteroida. Karl Wilhelm Reinmuth fedezte fel 1934. február 4-én.